# Donald Scott (triplista)
Donald Scott (Apopka, 23 febbraio 1992) è un triplista statunitense.

## Palmarès
| Anno | Manifestazione  | Sede     | Evento       | Risultato | Prestazione | Note                                     |
| ---- | --------------- | -------- | ------------ | --------- | ----------- | ---------------------------------------- |
| 2017 | Mondiali        | Londra   | Salto triplo | 13º (q)   | 16,63 m     |                                          |
| 2019 | Mondiali        | Doha     | Salto triplo | 6º        | 17,17 m     |                                          |
| 2021 | Giochi olimpici | Tokyo    | Salto triplo | 7º        | 17,18 m     | Miglior prestazione personale stagionale |
| 2022 | Mondiali indoor | Belgrado | Salto triplo | Bronzo    | 17,21 m     | Miglior prestazione personale stagionale |
| 2022 | Mondiali        | Eugene   | Salto triplo | 6º        | 17,14 m     |                                          |
| 2023 | Mondiali        | Budapest | Salto triplo | 21º (q)   | 16,33 m     |                                          |
| 2024 | Mondiali indoor | Glasgow  | Salto triplo | 6º        | 16,88 m     | Miglior prestazione personale stagionale |
| 2024 | Giochi olimpici | Parigi   | Salto triplo | 14º (q)   | 16,77 m     |                                          |